# Rebel Ridge
Pour plus de détails, voir Fiche technique et Distribution.
Rebel Ridge est un thriller d'action américain réalisé par Jeremy Saulnier sorti en 2024. Il est diffusé en exclusivité sur Netflix et reçoit des critiques globalement positives.
Aaron Pierre y incarne Terry Richmond, un ancien Marine, se rendant dans la ville de Shelby Springs afin d'y déposer une caution pour faire libérer son cousin. Mais toutes les économies de Terry sont injustement saisies par la police locale dirigée par le chef corrompu, Sandy Burnne. Terry va cependant pouvoir compter sur l'aide de la greffière Summer McBride. Ils vont mettre à jour une vaste conspiration généralisée au sein de Shelby Springs. Terry va tout tenter pour récupérer l'argent de la caution.

## Synopsis
Ancien membre des Marines, Terry Richmond (Aaron Pierre) se rend à bicyclette dans la ville de Shelby Springs pour payer la caution de son cousin Mike Simmons. Il souhaite également acheter un véhicule, afin qu'ils puissent gagner honnêtement leur vie. À son arrivée, il est bousculé et arrêté par deux policiers, Evan Marston (David Denman) et Steve Lann (Emory Cohen), qui saisissent ses 36 000 dollars par confiscation civile, bien que l'argent soit légitime.
Le greffier du tribunal, Elliot (Steve Zissis), refuse d'aider Terry. Une autre employée, Summer McBride (AnnaSophia Robb), promet de préparer les formulaires au cas où Terry obtiendrait les 10 000 dollars requis avant que Mike ne soit transféré jeudi dans une prison d'État où il serait en danger pour avoir dénoncé un gangster.
Terry se rend au poste de police et tente de déclarer le vol de l'argent à l'officier Jessica Sims. Il est confronté à Lann et au chef de la police Sandy Burnne (Don Johnson). Terry propose de laisser tomber l'affaire s'il récupère 10 000 dollars pour la caution. On lui dit de revenir régler le problème lundi au départ du bus pour le transfert de Mike.
Le lundi, Terry arrive à la gare, mais on lui dit que le bus qui transfère Mike vient de partir. Il le rattrape à vélo et demande à Mike de rester en sécurité jusqu'à ce qu'il paie sa caution. Terry appelle son ancien partenaire commercial Liu, mais on l'informe qu'il ne peut plus envoyer d'argent parce que la police a fait une descente dans le restaurant.
Terry retourne au poste et réitère son offre, mais Burnne la refuse bien qu'elle soit raisonnable. Expert en combat rapproché, il maîtrise Lann et Burnne et force Sims à lui remettre l'argent de la caution et à l'aider à s'échapper. Terry parvient à payer la caution avec l'aide de Summer, mais il est arrêté.
Terry est emmené par Marston et Burnne à l'hôpital. Burnne dit que Mike a été poignardé après le transfert, il offre à Terry les 26 000 dollars restants ainsi que le véhicule qu'il souhaitait acheter et lui promet de ne pas engager de poursuites s'il quitte la ville. Il accepte et le personnel de l'hôpital l'informe que Mike est mort. Alors que Summer le raccompagne hors de la ville ce soir-là, Terry refuse de l'aider à enquêter sur les cas de personnes détenues en prison pendant 90 jours pour des délits mineurs.
Ce soir-là, après avoir récupéré le véhicule, Terry reçoit un appel de Summer, à qui la police a injecté de la drogue, et revient l'aider. Le lendemain matin, elle doit se soumettre à un test d'urine après que le tribunal a été informé de sa consommation de drogue, ce qui compromet la garde de son enfant.
Alors que Terry quitte la ville, Lann lui fait signe de s'arrêter, jette une arme dans sa voiture et lui tire dessus. Il s'échappe et rejoint Summer au restaurant de Liu. Liu, qui est un ancien médecin chinois de la guerre de Corée, le soigne.
Ce soir-là, Summer et Terry interrogent Elliot et le juge, qui révèlent qu'il s'agit d'une opération de camouflage visant à éviter les mesures de transparence imposées à la suite d'un règlement judiciaire qui a failli entraîner la faillite de la ville. Les personnes sont détenues pendant 90 jours pour des délits mineurs afin qu'elles ne puissent pas demander à leurs avocats de produire les enregistrements de leur arrestation par la caméra de surveillance de la police avant l'expiration de la période de conservation des données.
Terry et Summer s'introduisent dans le sous-sol du tribunal et récupèrent les cartes SD des caméras d'arrestation. La police arrive et déclenche un incendie afin de faire disparaître toutes les preuves existantes. Terry arrive à s'échapper, mais Summer est capturée alors qu'elle tente de détruire son échantillon d'urine.
Terry et Lann s'arrangent pour échanger Summer contre les cartes à Rebel Ridge le lendemain matin. Alors que Lann et un contingent de policiers attendent sur le lieu de l'échange, Terry s'introduit dans le poste de police à l'aide de son véhicule, maîtrise Burnne, mais est arrêté par Sims lorsque les policiers reviennent. Lann détruit les cartes et révèle que Summer risque l'overdose. Le policier Marston (David Denman) proteste, mais Burnne lui tire une balle dans le fémur et il commence à se vider de son sang. Burnne demande aux policiers de tuer Terry et de lui imputer la mort de Marston, mais Terry bat la plupart des officiers qui le combattent, y compris Lann.
Marston demande à Terry d'activer la sirène d'une voiture de police, sauvegardant ainsi les trois minutes précédentes de la vidéo de la caméra de surveillance, et l'aide à administrer de la Naloxone à Summer. Les trois s'enfuient dans la voiture de patrouille, poursuivis par la police. Sims reçoit l'ordre d'effectuer une manœuvre pour mettre hors d'état de nuire le véhicule de Burnne. Les autres policiers les escortent jusqu'à l'hôpital et signalent l'arrivée de la police d'État. Marston et Summer sont admis, après quoi Terry sécurise les images incriminantes de la caméra de surveillance et s'assoit dans un couloir.

## Fiche technique
Sauf indication contraire, les informations mentionnées dans cette section peuvent être confirmées par la base de données cinématographiques IMDb,  présente dans la section « Liens externes ».
- Titre original : Rebel Ridge
- Réalisation et scénario : Jeremy Saulnier
- Musique : Brooke et Will Blair
- Photographie : David Gallego
- Décors : Ryan Warren Smith
- Montage : Jeremy Saulnier
- Direction artistique : Chris Craine et Jeremy Woosley
- Production : Neil Kopp, Jeremy Saulnier, Vincent Savino et Anish Savjani
  - Production exécutive : Macon Blair et Louise Lovegrove
- Sociétés de production : Bonneville Pictures et Film Science
- Société de distribution : Netflix
- Pays de production :  États-Unis
- Langue originale : anglais
- Format : couleur
- Genre : thriller, action
- Durée : 131 minutes
- Date de sortie : 6 septembre 2024 (sur Netflix)

## Distribution
- Aaron Pierre (VF : Daniel Njo Lobé) : Terry Richmond
- Don Johnson (VF : Jérémie Covillault) : le chef Sandy Burnne
- AnnaSophia Robb (VF : Audrey Sourdive) : Summer McBride
- Emory Cohen (VF : Juan Llorca) : l'officier Steve Lann
- Steve Zissis (VF : Franck Sportis) : Elliot
- David Denman (VF : Benoît Du Pac) : l'officier Evan Marston
- Zsané Jhé (VF : Zina Khakhoulia) : l'officier Jessica Sims
- Dana Lee (VF : Pierre-François Pistorio) : M. Liu
- James Cromwell (VF : Frédéric Cerdal) : le juge

 Source et légende : version française (VF) sur RS Doublage

## Production

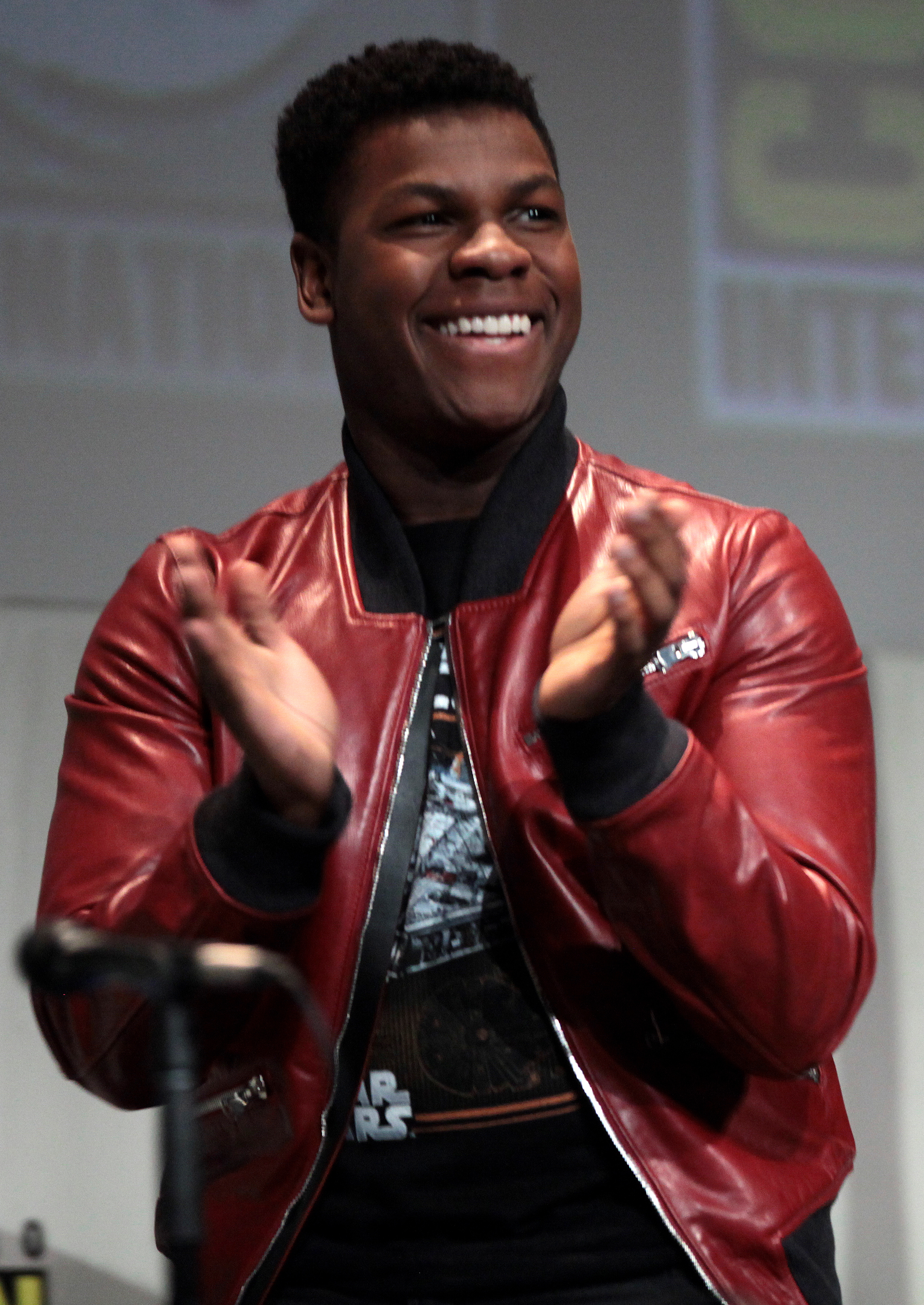
John Boyega devait initialement tenir le rôle principal

En novembre 2019, John Boyega est annoncé dans un film écrit et réalisé par Jeremy Saulnier. Don Johnson, Erin Doherty, James Badge Dale, Zsane Jhe ou encore James Cromwell rejoignent ensuite la distribution en février 2020. En avril 2021, AnnaSophia Robb et Emory Cohen sont annoncés.
Le tournage débute en avril 2020 en Louisiane, mais est suspendu en raison de la pandémie de Covid-19. Les prises de vues débutent en Louisiane le 3 mai 2021. En juin 2021, John Boyega quitte finalement le projet pour « raisons familiales ». Le tournage est alors interrompu pour lui trouver un remplaçant. Il est annoncé plus tard que l'acteur aurait quitté le film en raison de désaccord sur le script et sur son hébergement, ce que le principal concerné réfute. En octobre, le Britannique Aaron Pierre est annoncé pour le remplacer, alors que Zsane Jhe rejoint aussi le film.
Après la sortie du film, le réalisateur-scénariste reviendra sur le départ de John Boyega et son remplacement par Aaron Pierre :

« Quand John a quitté le film, c'était devenu inévitable, il y avait eu trop de manques de respect pour toutes les personnes impliquées. Je ne peux pas rentrer dans les détails, mais tout le monde vous dira que c'était la bonne décision. Il fallait que ça se passe ainsi. J'étais près à risquer ce film jusqu'à ce que je trouve le bon Terry Richmond. Cette quête fut incroyablement courte, puisqu'en quelques semaines seulement. [...] La situation est restée compliquée et pour des raisons de logistique, on a préféré attendre encore un an avant de se lancer. En fait on repartait presque de zéro, tout le monde a eu besoin d'un peu de temps. Netflix a été d'un support incroyable, ils ont vraiment soutenu Aaron et cette opportunité. À présent, on ne pourrait plus imaginer un autre acteur dans ce rôle qu'Aaron Pierre. Il porte véritablement tout le film sur ses épaules, il doit être dans 129 scènes, peut-être 135 ? Je vous promets que ce n'est pas du jus de cerveau, il représente le meilleur tournant qu'on ait pu vivre sur ce film. Je ne suis pas trop versé dans les croyances, mais en l'occurrence, c'est comme si le destin était intervenu pour qu'Aaron et moi, on bosse ensemble. On était fait pour s'entendre, il a toujours été très respectueux envers le scénario, il revenait sans cesse au texte. On était là, en Louisiane sous une chaleur écrasante, il devait faire voler des corps au-dessus de sa tête, puis apprendre huit pages de dialogues... Sa tâche était franchement importante,. »

— Jeremy Saulnier, Vulture.com, septembre 2024
En avril 2022, David Denman rejoint également le film, dont le tournage reprend ce même mois, le 25 avril 2022,. Les prises de vues s'achèvent le 24 juillet 2022.
En mars 2024, Jeremy Saulnier évoque le film et révèle qu'il en est aux dernières étapes de la post-production et qu'une date de diffusion va être prochainement annoncée.

## Sortie

### Date de sortie
Rebel Ridge est diffusé sur Netflix dès le 6 septembre 2024.

### Critique
Sur le site d'agrégation de critiques Rotten Tomatoes, le film obtient 94% d'avis favorables, pour 72 critiques et une note moyenne de 7,9⁄10. Le consensus suivant résumé les avis collectés : « Véhicule intelligent et captivant pour la performance de star d'Aaron Pierre, Rebel Ridge établit la loi sur ses contemporains du thriller d'action. » Sur le site Metacritic, qui utilise une moyenne pondérée, le film obtient la note de 77⁄100 pour 27 critiques.
En France, le site Allociné propose une note moyenne de 3,8⁄5 basée sur 4 titres de presse.